# Santi Pietro e Paolo a Via Ostiense (titre cardinalice)
Le titre cardinalice de Santi Pietro et Paolo a Via Ostiense (Saints Pierre et Paul via Ostiense) a été institué par le pape Paul VI le 5 février 1965 dans la constitution apostolique Cum Nobis esset. Il est attaché à la basilique des Saints Pierre-et-Paul dans le quartiere Europa à Rome.

## Titulaires
- Franjo Seper (1965-1981)
- Ricardo J. Vidal (1985-2017)
- Pedro Barreto (2018-)

### Sources
- (it) Cet article est partiellement ou en totalité issu de l’article de Wikipédia en italien intitulé « Santi Pietro e Paolo a Via Ostiense (titolo cardinalizio) » (voir la liste des auteurs).